# Keski-Lyly
Keski-Lyly är en ö i Finland. Den ligger i sjön Saimen och i kommunen Villmanstrand i den ekonomiska regionen  Villmanstrands ekonomiska region  och landskapet Södra Karelen, i den södra delen av landet, 220 km nordost om huvudstaden Helsingfors. Öns area är 15,1 hektar och dess största längd är 0,9 kilometer i sydöst-nordvästlig riktning.